# Batalha de Mullaitivu em 2009

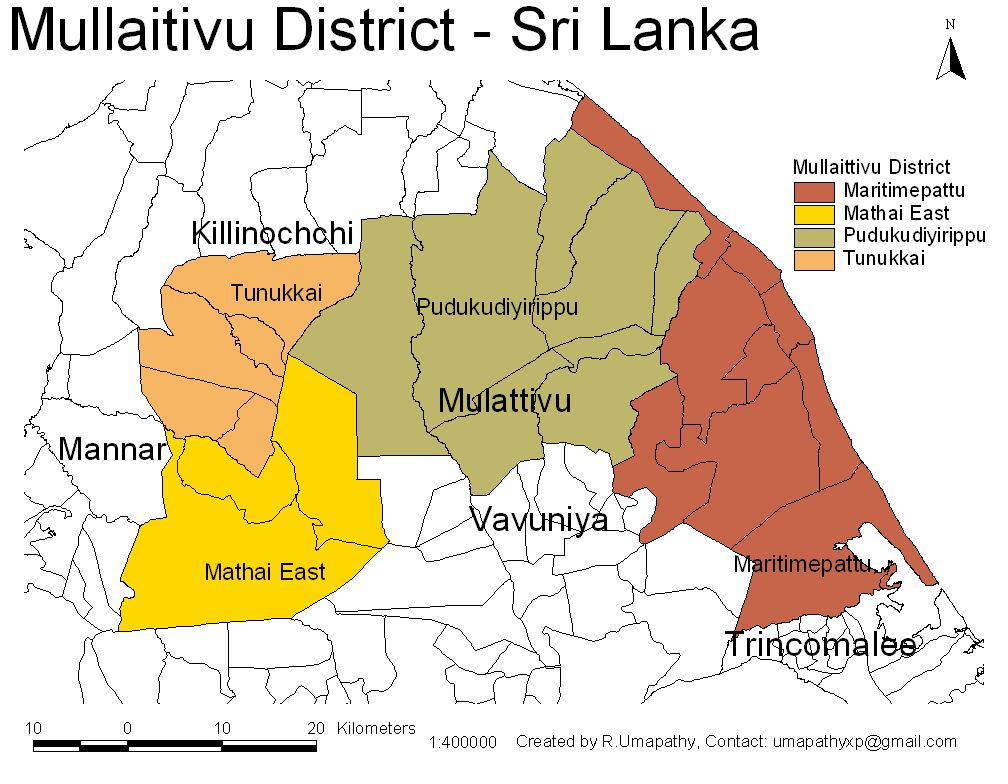
Mapa detalhado do Distrito de Mullaitivu

A batalha de Mullaitivu foi uma batalha em terra combatida pelas Forças Armadas do Sri Lanka e pelos Tigres da Libertação do Tamil Eelam (LTTE) pelo controle da cidade de Mullaitivu durante o Episódio setentrional da Quarta Guerra de Eelam, que faz parte da guerra civil do Sri Lanka. A cidade de Mullaitivu era a última fortaleza dos Tigres do Tâmil.  O governo do Sri Lanka declarou em 25 de janeiro que suas tropas tinham adentrado a cidade e estavam estabelecendo suas posições.
A Força Aérea do Sri Lanka estava atacando as posições dos Tigres do Tâmil em Mullaitivu e em seus arredores por vários dias antes das tropas do governo adentrarem a cidade. Após a batalha de Kilinochchi, durante a qual as Forças Armadas do Sri Lanka capturaram a fortaleza dos Tigres do Tâmil na cidade de Kilinochchi, o Ministério da Defesa do Sri Lanka declarou que o próximo alvo das Forças Armadas era a cidade de Mullaitivu, e que a "batalha já tinha começado". Folhetos foram lançados pela Força Aérea sobre a cidade antes da batalha, pedindo para que os civis fossem para "zonas seguras" controladas pelo governo. O governo também suspendeu todos os serviços públicos para permitir que os funcionários públicos deixassem a área. O Exército do Sri Lanka permitiu uma "zona segura" de 32 quilômetros dentro da zona de guerra com o objetivo de acolher os refugiados da cidade. Agências independentes de ajuda relataram que cerca de 230.000 civis estavam dentro da zona segura em torno da cidade durante a batalha.

## Plano de fundo
Os Tigres do Tâmil capturaram a base militar de Mullaitivu, e a própria cidade em 1996, após uma batalha que resultou em pelo menos 1.639 soldados mortos ou desaparecidos. Os Tigres do Tâmil usaram a cidade como principal base militar desde então. Uma grande base dos Tigres Marinhos, a Marinha dos Tigres do Tâmil, também estava localizada em Mullaitivu.
Mullaitivu tem sido o principal alvo da Ofensiva norte do Exército do Sri Lanka em 2008-2009 durante o episódio setentrional da Quarta Guerra de Eelam.

## Batalha
Antes da batalha, escritórios públicos em Mullaitivu foram fechados para o final de semana, e os funcionários públicos saíram da cidade antes da iminente ação militar em 25 de janeiro. Foi observado que os civis de Mullaitivu seguiram para norte, em regiões de selva, mesmo local de onde os rebeldes dos Tigres do Tâmil já tinham se refugiado. Em 24 de janeiro, véspera da batalha final, os soldados dos Tigres do Tâmil destruíram uma barragem perto da cidade e inundaram as áreas adjacentes à cidade. Os soldados dos Tigres do Tâmil também construíram barreiras de terra, dificultando a aproximação de tanques pesados do Exército.
Soldados de infantaria do Sentinela Gemunu 7, do Exército do Sri Lanka, adentraram a cidade após grande resistência por parte dos soldados dos Tigres do Tâmil. As tropas em terra estavam sendo guardados por helicóptero de ataque das Força Aérea do Sri Lanka. As tropas também vieram de um pequeno grupo de barcos do lado oeste da cidade. Depois, a Divisão 59 ficou envolvida no combate, e terminou de reconquistar a cidade, começando a estabelecer suas posições. Após a batalha, relata-se que alguns soldados dos Tigres do Tâmil se esconderam numa pequena área entre Vishwamadhu e Puthukkudiyiruppu.

## Após a batalha
Com a queda de Mullaitivu, os Tigres da Libertação do Tamil Eelam ficaram com apenas 5% do território que era anteriormente controlado pelo grupo rebelde. Sarath Fonseka, o comandante do Exército do Sri Lanka, pediu para que o público celebrasse a vitória com dignidade, hasteando a bandeira nacional. Antes de a cidade ser capturada, o Exército encontrou e destruiu duas instalações próximas à cidade, de fabricação de bombas e minas terrestres, que continham, segundo o Exército, 4.000 detonadores e 150 km de explosivos. O Exército continuou a atacar posições dos Tigres do Tâmil nas selvas após capturar Mullaitivu.
Diz-se que o líder dos Tigres do Tâmil, Velupillai Prabhakaran, estava escondido nas áreas de selvas ainda sob poder dos Tigres do Tâmil. No entanto, o governo do Sri Lanka não soube precisar a exata localização. A Índia e a Malásia iniciaram esforços para prevenir que Prabhakaran entre nestes países. Prabhakaran foi procurado na Índia pelo assassinato do ex-primeiro-ministro da Índia, Rajiv Gandhi.

## Reações internacionais
- Pranab Mukherjee, Ministro dos Assuntos Exteriores da Índia, visitou Colombo para por adiante o acordo de extradição de Prabhakaran se fosse pego vivo. A Índia estava "buscando a segurança do povo tâmil no Sri Lanka". No entanto, Mukherjee declarou que a Índia não tem afeições com os Tigres do Tâmil, que é uma organização banida na Índia.[18]
- Jonas Gahr Støre, Ministro dos Assuntos Exteriores da Noruega, disse que seu país estava condenando a "conduta das atuais hostilidades que causam sofrimento inaceitável dos civis" na ofensiva, e o Ministro do Desenvolvimento Internacional da Noruega, Erik Solheim, pediu para que as partes assegurem-se de que alimentos e outras ajudas humanitárias alcancem a população - Os doentes e os feridos devem ter acesso ao tratamento, e as ambulâncias devem entrar e sair livremente da área de conflito.[19] Uma autoridade de saúde do Sri Lanka disse que pelo menos 300 civis foram feridos e um número indeterminado de pessoas foi morto pela artilharia do Exército do Sri Lanka, quando esta bombardeou a designada "zona segura", deixando os Tâmeis encurralados entre os militares do Sri Lanka e dos Tigres do Tâmil.[20] As Forças Armadas do Sri Lanka negaram esta afirmação, e disseram que nenhum hospital ou escola foi atingido.
- Predefinição:Country data UN As Nações Unidas expressou-se negativamente sobre a segurança dos Tâmeis civis em Vanni. O Secretário Geral das Nações Unidas, Ban Ki-moon, expressou suas "profundas preocupações" sobre a situação dos civis presos na zona de guerra.[21]
- O Comitê Internacional da Cruz Vermelha disse que uma grande crise humanitária estava se desenvolvendo, com centenas de mortos, com hospitais e escolas sendo atingidos. Reagindo às centenas de corpos nos hospitais locais, o Comitê Internacional da Cruz Vermelha pediu para que 200 feridos fossem retirados desses hospitais para receber tratamento, mas não obteve segurança plena.[22][23]
- O governo da Alemanha declarou que os civis afetados pela batalha não receberam ajudas internacionais por mais de 10 dias, e condenou as hostilidades, pedindo a negociação de um cessar-fogo, e um acordo político entre o governo do Sri Lanka e os Tigres do Tâmil.[24]
- Embaixador dos EUA no Sri Lanka, Robert Blake pediu para que o Exército do Sri Lanka e os Tigres do Tâmil estivessem seguros de não por civis em fogo cruzado,[21]